# Serrat dels Tudons
Serrat dels Tudons är en ås i Spanien. Den ligger i den östra delen av landet, 500 km öster om huvudstaden Madrid.